# Stictochironomus albicrus
Stictochironomus albicrus är en tvåvingeart som först beskrevs av Henry Keith Townes, Jr. 1945.  Stictochironomus albicrus ingår i släktet Stictochironomus och familjen fjädermyggor.
Artens utbredningsområde är Kansas. Inga underarter finns listade i Catalogue of Life.